# Årstid
En årstid er en opdeling af året baseret på ændringer i klima og økologi samt antallet af timer med dagslys i en given region. På Jorden skyldes årstiderne Jordens kredsløb omkring Solen samt Jordens aksehældning relativt til ekliptika. I tempererede og polarregioner markeres årstiderne ved ændringer i intensiteten af sollys, der når Jordens overflade – hvilket kan få dyr til at gå i hi eller migrere og planter til at slumre. Mange kulturer definerer antallet og udformningen af årstider baseret på regionale variationer, og antallet af årstider har derfor varieret blandt både moderne og historiske kulturer.
Den nordlige halvkugle oplever mere direkte sollys i maj, juni og juli, da halvkuglen i denne periode har retning mod Solen. Det samme sker på den sydlige halvkugle i november, december og januar. Jordens aksehældning medfører at Solen står højere på himlen i løbet af sommermånederne, hvilket øger dens stråling. På grund af sæsonforsinkelse er juni, juli og august årets varmeste måneder på den nordlige halvkugle, mens december, januar og februar er de varmeste måneder på den sydlige halvkugle.
I tempererede og subpolare regioner anerkender man generelt fire årstider, baseret på den gregorianske kalender: forår, sommer, efterår og vinter. Økologer anvender ofte en model med seks årstider uden særlig forbindelse til kalenderdatoer til tempererede klimaregioner: prevernal, vernal, estival, serotinal, autumnal, og hibernal. Mange tropiske regioner har to årstider: regntid eller monsunsæson og tørtid. Nogle har en tredje kold, mild eller harmattantid. Blandt historiske eksempler er Oldtidens Ægyptens årstider – oversvømmelse, vækst og lavvande – der blev defineret ved hvornår Nilen i Ægypten årligt gik over sine bredder.
Ordet "sæson" bruges ofte, som anglicisme, om årstider, men kan også dikteres af timing af vigtige økologiske begivenheder såsom orkansæson, tornadosæson og skovbrandsæson. Derudover anvendes ordet også mere generelt om afgrænsede perioder af året hvor noget bestemt foregår, såsom jagtsæson.
Årstiderne har ofte særlig betydning for landbrugssamfund, hvis liv omhandler tider til såning og høst, og skiftet af årstid fejres ofte ved ritual.

## Årsag og virkning

### Aksehældning
Årstiderne er forårsaget af det faktum at Jordens aksehældning er vippet omkring 23,4 grader ift. sit baneplan. Dette kendes også som "ekliptikas skråning".
På alle tidspunkter af året vil den nordlige og sydlige halvkugle opleve modsatrettede årstider. Dette skyldes at i løbet af sommer eller vinter vil den ene del af planeten være mere direkte udsat for Solens stråler end den anden, og dette veksler efterhånden som Jorden drejer i dens kredsløb. Den nordlige halvkugle er vendt mod Solen i cirka halvdelen af året (fra omkring 20. marts til omkring 22. september, med den maksimale eksponering omkring 21. juni). Det samme sker i den anden halvdel af året, men for den sydlige halvkugle, og med et maksimum omkring 21. december. De to tidspunkter hvor Solen er direkte over ækvator kaldes jævndøgn, da det er det tidspunkt hvor både Jordens Nord- og Sydpol er præcis på terminatoren, og dag og nat derfor er jævnt fordelt mellem de to halvkugler. Omkring forårsjævndøgn vil den nordlige halvkugle opleve forår efterhånden som antallet af timer med dagslys stiger, mens den sydlige halvkugle vil opleve efterår idet antallet af timer med dagslys falder.
- Solens oplysning af Jorden ved nordligt solhverv.
- Solens oplysning af Jorden ved sydligt solhverv.
- Jordens årstider, set fra nord. Yderst til højre ses sydligt solhverv
- Animation af Jorden som den ses dagligt fra Solen klokken UTC+02:00, hvilket viser solhverv og de forskellige årstider.
- To billeder, der viser mængden af reflekteret sollys ved hhv. sydligt og nordligt solhverv (angivet i watts / m2).

## Tabel
Årstidstabel som funktion af måned og halvkugle:
| Årstidstabel       | Årstidstabel       | Årstidstabel | Årstidstabel      | Årstidstabel      |
| Nordlige halvkugle | Nordlige halvkugle | Måned        | Sydlige halvkugle | Sydlige halvkugle |
| Traditionelt       | Astronomisk        | Måned        | Traditionelt      | Astronomisk       |
| ------------------ | ------------------ | ------------ | ----------------- | ----------------- |
| Vinter             | Vinter             | Januar       | Sommer            | Sommer            |
| Vinter             | Vinter             | Februar      | Efterår           | Sommer            |
| Forår              | Vinter             | Marts        | Efterår           | Sommer            |
| Forår              | Forår              | April        | Efterår           | Efterår           |
| Forår              | Forår              | Maj          | Vinter            | Efterår           |
| Sommer             | Forår              | Juni         | Vinter            | Efterår           |
| Sommer             | Sommer             | Juli         | Vinter            | Vinter            |
| Sommer             | Sommer             | August       | Forår             | Vinter            |
| Efterår            | Sommer             | September    | Forår             | Vinter            |
| Efterår            | Efterår            | Oktober      | Forår             | Forår             |
| Efterår            | Efterår            | November     | Sommer            | Forår             |
| Vinter             | Efterår            | December     | Sommer            | Forår             |

## Astronomiske årstider
Forskellige kalendersystemer og kulturelle traditioner har forskellige definitioner på årstiderne. De såkaldte astronomiske årstider følger neutrale astronomiske fikspunkter. Ifølge dette system begynder foråret (eller efteråret) ved jævndøgn og ender ved solhverv. Derfor begynder sommeren (eller vinteren) omvendt ved solhverv og ender ved jævndøgn.
Bemærk at det præcise tidspunkt for solhverv og jævndøgn varierer en smule fra år til år (i den gregorianske kalender).

## Yderligere årstidsinddeling (nordlige halvkugle)
- Forår – Vår
  - Forvår (marts – april)
  - Midvår (april – maj)
  - Fuldvår (maj – juni)
- Sommer
- Efterår – Høst
- Vinter